# Brunéi en los Juegos Olímpicos de Londres 2012
Brunéi estuvo representado en los Juegos Olímpicos de Londres 2012 por tres deportistas, dos hombres y una mujer, que compitieron en dos deportes.
El portador de la bandera en la ceremonia de apertura fue el atleta Maziah Mahusin. El equipo olímpico bruneano no obtuvo ninguna medalla en estos Juegos.